# Phascum readeranum
Phascum readeranum là một loài rêu thuộc họ Pottiaceae. Loài này được I.G. Stone mô tả khoa học đầu tiên năm 1989.